# Jiří Teml
Jiří Teml (* 24. června 1935 Vimperk) je současný český hudební skladatel a rozhlasový producent.

## Životopis
V 60. letech a na počátku 70. let studoval hudební teorii a skladbu u Bohumila Duška a Jiřího Jarocha; současně pracoval jako ekonom. Jeho prvním skladatelským úspěchem byla Fantasia appassionata pro varhany která byla ohodnocena roku 1972 třetí cenou na soutěži Pražského jara. Roku 1976 se stal vedoucím hudební redakce a producentem stanice Český rozhlas Plzeň. Roku 1980 odtud přesídlil do Prahy kde pak přes dvacet let pracoval jako producent programů vážné hudby stanice Vltava.

## Dílo
Jde o velmi plodného skladatele. Jeho dílo zahrnuje několik symfonií, koncertů, písňových cyklů, chorálních skladeb, dětských oper, komorní hudbu, písně a skladby pro sólové varhany a klavír. Jeho styl odráží vliv české lidové hudby; po řadu let spolupracuje s plzeňským folklórním souborem.

## Vybrané skladby

### Opery
- Kocour v botách

### Orchestrální
- Suita giocosa pro komorní orchestr (1973)
- Symfonie č.1 "Lidé a prameny" pro smyčcový orchestr, harfu a tympány (1976, přeprac. 1999)
- Tři promenády (1983)
- Concerto Grosso "Pocta Händlovi" pro komorní orchestr (1984)
- Symfonie č. 2 "Válka s mloky" (1987)
- Capriccia pro komorní orchestr (1989)
- Jubilejní variace - Symfonická věta k poctě B. Martinů (1989)
- Písecké divertimento pro komorní orchestr (1989)
- Epitaph, Symphonic Movement pro smyčcový orchestr a bicí (1991)
- Omaggi a Festive Music pro Plzeň pro komorní orchestr (1994)
- Legenda "Zakladatelé kláštera v Disentis" pro smyčcový orchestr, harfu a bicí (1996)
- jednovětá Symfonie č. 3 "Kafka" (1998)
- Enigma vitae "Hommage a Leoš Janáček" (2003)

### Koncertantní
- Fantazie pro klarinet a komorní orchestr (1969)
- Toccata pro housle a orchestr (1974)
- Concerto pro housle a orchestr (1978-1979)
- Concertino pro cello, smyčcový orchestr, klavír a bicí (1979)
- Fantazie-Concerto pro housle, harfu a orchestr (1983)
- Concerto č. 1 pro varhany, smyčcový orchestr, trubky a bicí (1985)
- Concertino "Hommage a Vivaldi" pro hoboj a komorní orchestr (1993)
- Concerto č. 2 pro varhany, žestě a bicí (1994)
- Concerto Grosso č. 2 pro dvoje housle, cello a smyčcový orchestr (2001)
- Concerto Grosso č. 3 pro flétnu, fagot a smyčcový orchestr (2002)
- Concerto Rustico pro cimbál a smyčcový orchestr (2004)
- Dvojkoncert "Zwei Schattensteine" pro 2 klarinety a orchestr (2007)
- Concerto pro cembalo a komorní orchestr (2008)
- Drammatico e cantabile pro violoncello a klavír (2020)

### Komorní hudba
- Smyčcový kvartet č. 1 (1970)
- Balletto per due, 2 suity pro hoboj a fagot (1971)
- Komorní hudba pro hoboj a klavír (1971)
- Miniatures, 6 skladeb pro akordeon (1972)
- Pět kusů pro sólový klarinet (1973)
- Šest houslových duet (1973, přeprac. 1978)
- Divertimento pro housle, cello a klavír (1974)
- Čtyři malé studie pro housle, kytaru a akordeon (1975)
- Maňáskové divadlo pro nonet (1976)
- Tři bagately pro hoboj, basklarinet, housle a klavír (1977)
- Čtyři invence pro housle a kytaru (1977)
- Dramatické scény pro trubku a klavír (1978)
- Tři kusy "Vivat Stravinskij", Smyčcový kvartet č. 2 (1978, přeprac. 1986)
- Dechový kvintet č. 2 (1978)
- Dřevěná muzika pro sopránovou flétnu, housle a bicí (1980)
- Kolokvia 5 kusů pro hoboj, klarinet a fagot (1980)
- Monolog pro violu (1981)
- Trittico pro kornet a varhany (1981)
- Teatro piccolo pro fagot a klavír (1982)
- Obelisk Concert Fantasia pro housle a klavír (1983)
- Triptych pro lesní roh a varhany (1983)
- Klarinetový špalíček - 6 snadných kusů pro 2 klarinety
- Kaligramy 7 skladeb pro harfu (1984)
- Mozaika koncertantní hudba pro housle a klavír (1985)
- Pantomima pro flétnu a klavír (1987)
- Rituál pro flétnu, basklarinet a klavír (1988)
- Smyčcový kvartet č. 3 "Fantastické scény" (1988)
- Rozmarné léto, hudební žert pro flétnu, hoboj, klarinet, lesní roh, fagot, housle, violu, cello a kontrabas (1989)
- Meditace a rozkoše, 2 věty pro violu a cembalo na náměty Jana Zrzavého (1990)
- Shakespearovské motivy pro flétnu, housle, cello a cembalo (1990)
- Příběh s happyendem pro flétnu a harfu (1991)
- Tři skladby pro varhany a bicí (1991)
- Trio gaio pro hoboj, klarinet a fagot (1991)
- Hommage a Simenon pro basklarinet a klavír (1993)
- Kaleidoskop, koncertní hudba pro housle a klavír (1993)
- Pidluke, padluke, Sextet pro flétnu, hoboj, klarinet, basklarinet, lesní roh a fagot (1995)
- Reliéf, Capriccio pro housle a klavír (1995)
- Smyčcový kvartet č. 4 "Divertimento" (1996)
- Dvě invence pro nonet a bicí (1996)
- Metamorfózy pro flétnu, klarinet, klavír, kontrabas a bicí (1998)
- Partita pro housle solo (1998)
- Dvě folklórní studie pro flétnu, violu a harfu (1999)
- Hommage a Michelangelo pro varhany, žesťový kvintet a bicí (ad libitum) (2000)
- Dva obrázky z Bertramky pro housle, cello a klavír (2000)
- Taneční suita pro 2 saxofony, 2 lesní rohy, kontrabas a bicí (2000)
- David a Goliáš pro flétnu a varhany (2001)
- Partita pro flétnu, housle, cello a klavír (2001)
- Divertimento pro housle a violu (2002)
- Divertimento Rustico pro 3 klarinety a basklarinet (2002)
- Čtyři miniatury pro smyčcové trio (2003)
- Epigramy pro flétnu, housle a klavír (2003)
- Čtyři nálady pro housle a cello (2004)
- Cesta ke světlu pro dvoje housle (2004)
- Hudba k vernisáži pro dvoje housle (2005)
- Karlovarské obrázky pro flétnu a klavír (2005)
- Malá galerie pro akordeon a cello (2005)
- Strnadela pro flétnu, housle a klavír (2005)
- Krumlovské maškary, suita pro příčnou flétnu (nebo flétnu) a cembalo (2006)
- Přišla k nám radostná novina pro dvoje housle (2006)
- Půjdem spolu do Betléma, koledy pro cello a bicí (2006)
- Fantazie a rondo pro hoboj a housle (2006)
- Komorní hudba pro violu a klavír (2007)
- Šumavské variace pro dvoje housle, violu, cello a kontrabas (2007)
- Čtvero denních dob aneb Vivaldi v Čechách pro dvoje housle (2008)
- Mozartovská křižovatka pro dvoje housle

### cembalo
- Commedia dell'arte (1987)
- Diptych (1998)
- Pět tanců (5 Dances) (2004)

### varhany
- Fantasia Appassionata (1972)
- Tři ritornely (1977)
- Alchymisté, 6 skladeb (1984)
- Responsoria (1992)
- Rapsodie (1996)
- Concertino pro varhany (nebo cembalo) a dechový kvintet (2003)
- Mysterium sacrum (2005)
- Fantasietta - Hommage a Buxtehude (2007)
- Toccata YAMAHA (2010)

### klavír
- Hudbička, skladby pro děti (1971)
- Pět malých etud (1978)
- Čtyři věty (1997)

### Recitace
- Zelená flétna, Melodrama na verše Miroslava Floriana pro recitátora, flétnu, violu a harfu (1983)
- Halasení, Melodrama pro recitátora a klavír (2000); poezie od F. Halase
- Divadlo svět, Melodrama na text W. Shakespeara pro recitátora a cembalo (2002)
- Lásko, Melodrama pro recitátora, flétnu a violu (2005)

### Zpěv
- Jízda na luční kobylce, 5 písní pro baryton a klavír (1983); slova: Miroslav Florian
- Cigánské melodie pro baryton a orchestr (1992)
- Elckerlijc-Mariken van Nieumeghen, kantáta-Miracle pro alt, tenor, baryton, recitátora, komorní soubor a varhany (1993)
- Sonety, písňový cyklus pro baryton a komorní orchestr (1997); slova: William Shakespeare
- Sapientia I., písní na latinské texty pro baryton a klavír (nebo varhany) (2001)
- Sapientia II., písňový cyklus na latinské texty pro baryton a klavír (nebo varhany) (2002)
- Ave Maria pro soprán, klarinet a klavír (nebo varhany), nebo pro dětský sbor a varhany (2005)
- Sapientia III., písňový cyklus na latinské texty pro mezzo-soprán a harfu (2005)
- Moudrého Katona mravní poučování pro mezzo-soprán a cembalo (2007)

### Sborové skladby
- Tři žertovné madrigaly pro soprán, alt a ženský sbor (1973)
- Ach ta vojna, vojna, cyklus na lidové texty pro smíšený sbor a klavír (1975)
- Tři písničky pod pantoflem na slova z moravské lidové poezie pro smíšený sbor a cappella (1980)
- Opavské písničky pro dívčí (nebo ženský) sbor a klavír (1981)
- Šest písniček ze studánky on Czech folk poetry pro dívčí (nebo ženský) sbor, housle a bicí (1981)
- Čtyři moravské písničky na slova z moravské lidové poezie pro dívčí (nebo ženský) sbor a flétnu (1982)
- Vodní muzika, kantáta pro baryton, dětský sbor, flétnu, violu, harfu a bicí (1983); text: Vladimír Šefl
- Tři negalantní kuplety pro mužský sbor a cappella (1985); slova: Jiří Žáček, Václav Hons a Jiří Chum
- Den přeslavný jest k nám přišel pro sólisty, smíšený sbor, žesťový kvintet, varhany a bicí (1991)
- Nová píseň o velké povodni v Sušici , kantáta pro baryton, smíšený sbor, violu, klarinet a bicí (1993)
- Ave pro smíšený sbor a cappella (1997)
- Credo, cyklus pro baryton a smíšený sbor a cappella (1998); slova: Jan Tůma
- Laudetur Jesus Christus pro smíšený sbor a cappella (2000)
- Dva svatobné pro mužský sbor a cappella na slova ze slovenské lidové poezie (2003)
- Missa piccola pro smíšený sbor a housle (2004)
- Sapientia IV., skladba na latinské texty pro smíšený sbor a cappella (2006)
- Hohes Lied pro smíšený sbor a cappella (2007)
- Vonička, cyklus smíšených sborů na lidovou poezii (2007)

### Hudba pro děti
- Pětilístek, dětské sbory s klavírním doprovodem na texty českých autorů (1972)
- Všelijaké písničky pro dětský sbor a klavír na texty českých autorů (1975)
- Škola (School), mikrokantáta pro sólisty, dětský sbor a klavír (1975); text: Jaroslav Cyrus
- Sluníčko, sbírka písní pro předškolní děti (1976)
- Písničky z trávy pro dětský (nebo dívčí) sbor a sólové housle (1976)
- Ptačí rozhlásek, kantáta pro dětské sólisty, dětský sbor a malý soubor (1980); slova: Václav Fischer
- Cirkus Rámus, 3 písně pro dětský sbor a klavír (1984)
- Kolotoč, 4 písně pro dětský sbor a klavír (1986); slova: Václav Fischer
- Splnilo se Písmo svaté, vánoční písně a koledy pro dětský sbor, komorní orchestr a varhany (1991)
- Žalm 136 pro dětský sbor a smyčcový orchestr (nebo smyčcový kvartet) (1999)
- Svatá noc, vánoční písně a koledy pro dětský sbor, orchestr a varhany (2001)

### Dětská opera
- Císařovy nové šaty (2006); libreto: Jan Tůma podle H. Ch. Andersena
- Kocour v botách pro sólisty, sbor a komorní orchestr (2008); libreto: Jan Tůma a Eliška Hrubá
- Čert a Káči (2012); libreto: Jan Tůma volně na motivy známé pohádky